# Dziecinów (comtat d'Otwock)
Dziecinów és un municipi del comtat d'Otwock, al gmina de Sobienie-Jeziory. El seu terme municipal és de 6 km², i té 676 habitants (2015).
Se situa prop del riu Vístula. Té les carreteres 801, 799 i 805 del voivodat de Masòvia. El seu club esportiu més destacat és el Wisła Dziecinów. Entre 1975 i 1988 va formar part del voivodat de Siedlce.